# Helicogorgia flagellata
Helicogorgia flagellata is een zachte koraalsoort uit de familie Chrysogorgiidae. De koraalsoort komt uit het geslacht Helicogorgia. Helicogorgia flagellata werd in 1910 voor het eerst wetenschappelijk beschreven door Simpson.